# Turn- und Sportverein München von 1860 2020-2021
Questa voce raccoglie le informazioni riguardanti il Turn- und Sportverein München von 1860 nelle competizioni ufficiali della stagione 2020-2021.

## Stagione
Nella stagione 2020-2021 il Monaco 1860, allenato da Michael Köllner, concluse il campionato di 3. Liga al 4º posto. In Coppa di Germania il Monaco 1860 fu eliminato al primo turno dall'Eintracht Francoforte. In Coppa Baviera il Monaco 1860 fu eliminato al secondo turno play-off dal Türkgücü.

## Rosa
| N. |                     | Ruolo | Calciatore         |
| -- | ------------------- | ----- | ------------------ |
| 1  | Germania (bandiera) | P     | Marco Hiller       |
| 3  | Germania (bandiera) | D     | Niklas Lang        |
| 5  | Germania (bandiera) | C     | Quirin Moll        |
| 6  | Germania (bandiera) | D     | Stephan Salger     |
| 7  | Germania (bandiera) | A     | Stefan Lex         |
| 8  | Germania (bandiera) | A     | Erik Tallig        |
| 9  | Germania (bandiera) | A     | Sascha Mölders     |
| 11 | Germania (bandiera) | D     | Fabian Greilinger  |
| 12 | Ungheria (bandiera) | P     | György Szekely     |
| 13 | Germania (bandiera) | C     | Dennis Erdmann     |
| 14 | Germania (bandiera) | C     | Dennis Dressel     |
| 17 | Germania (bandiera) | C     | Daniel Wein        |
| 18 | Germania (bandiera) | C     | Lorenz Knöferl     |
| 19 | Germania (bandiera) | C     | Merveille Biankadi |

| N. |                     | Ruolo | Calciatore           |
| -- | ------------------- | ----- | -------------------- |
| 20 | Germania (bandiera) | C     | Ahanna Agbowo        |
| 21 | Germania (bandiera) | C     | Johann Ngounou Djayo |
| 22 | Austria (bandiera)  | A     | Tim Linsbichler      |
| 23 | Germania (bandiera) | C     | Keanu Staude         |
| 25 | Germania (bandiera) | D     | Marius Willsch       |
| 26 | Canada (bandiera)   | A     | Matthew Durrans      |
| 27 | Germania (bandiera) | D     | Semi Belkahia        |
| 28 | Germania (bandiera) | C     | Marco Mannhardt      |
| 30 | Serbia (bandiera)   | A     | Milos Cocic          |
| 31 | Germania (bandiera) | C     | Richard Neudecker    |
| 32 | Germania (bandiera) | D     | Maxim Gresler        |
| 33 | Russia (bandiera)   | D     | Leon Klassen         |
| 36 | Germania (bandiera) | D     | Phillipp Steinhart   |
| 40 | Germania (bandiera) | P     | Tom Kretzschmar      |

## Organigramma societario
Area tecnica
- Allenatore: Michael Köllner
- Allenatore in seconda: Oliver Beer, Günter Brandl, Franz Hübl
- Preparatore dei portieri: Harald Huber
- Preparatori atletici: Matthias Luginger

## Calciomercato

### Sessione estiva
| Acquisti | Acquisti          | Acquisti          | Acquisti |
| R.       | Nome              | da                | Modalità |
| -------- | ----------------- | ----------------- | -------- |
| A        | Tim Linsbichler   | Hoffenheim II     |          |
| A        | Martin Pušić      | Mattersburg       |          |
| C        | Richard Neudecker | VVV-Venlo         |          |
| D        | Stephan Salger    | Arminia Bielefeld |          |
| C        | Ahanna Agbowo     | Monaco 1860 U19   |          |
| A        | Erik Tallig       | Chemnitz          |          |
| A        | Milos Cocic       | Monaco 1860 U17   |          |
| D        | Maxim Gresler     | Monaco 1860 U17   |          |
| C        | Lorenz Knöferl    | Monaco 1860 U17   |          |

| Cessioni | Cessioni          | Cessioni          | Cessioni |
| R.       | Nome              | a                 | Modalità |
| -------- | ----------------- | ----------------- | -------- |
| A        | Nico Karger       | Elversberg        |          |
| C        | Efkan Bekiroğlu   | Alanyaspor        |          |
| C        | Aaron Berzel      | Türkgücü          |          |
| C        | Kristian Böhnlein | Schweinfurt 05    |          |
| A        | Noel Niemann      | Arminia Bielefeld |          |
| A        | Prince Osei Owusu | Arminia Bielefeld |          |
| D        | Tim Rieder        | Augusta           |          |
| D        | Eric Weeger       | SpVgg Ansbach     |          |
| A        | Markus Ziereis    | Bayreuth          |          |

### Sessione invernale
| Acquisti | Acquisti           | Acquisti         | Acquisti |
| R.       | Nome               | da               | Modalità |
| -------- | ------------------ | ---------------- | -------- |
| C        | Keanu Staude       | Kickers Würzburg |          |
| C        | Merveille Biankadi | Heidenheim       |          |

| Cessioni | Cessioni | Cessioni | Cessioni |
| R.       | Nome     | a        | Modalità |
| -------- | -------- | -------- | -------- |

## Risultati

### 3. Liga

#### Girone di andata
| Arbitro: | Braun |

|           |           |                             |
| Bozic 54’ | Marcatori | 3’ Lex 59’ Moll 90’ Mölders |

| Arbitro: | Stegemann |

|            |           |              |
| Tallig 76’ | Marcatori | 56’ Obermair |

| Arbitro: | Erbst |

|          |           |                        |
| König 9’ | Marcatori | 1’ Mölders 62’ Dressel |

| Arbitro: | Reichel |

|                                               |           |           |
| Willsch 29’ Mölders 36’ Neudecker 62’ Lex 66’ | Marcatori | 7’ Hobsch |

| Arbitro: | Oldhafer |

|          |           |             |
| Bahn 50’ | Marcatori | 42’ Erdmann |

| Arbitro: | Müller |

|                 |           |                           |
| Moll 52’ (rig.) | Marcatori | 14’ Jacob 40’ Breitenbach |

| Arbitro: | Kampka |

|  |           |                         |
|  | Marcatori | 13’ Dressel 84’ Mölders |

| Arbitro: | Burda |

|  |           |                             |
|  | Marcatori | 62’ Fleckstein 90’ Scepanik |

| Arbitro: | Bauer |

|                                                   |           |          |
| Dressel 41’, 45’, 56’, 71’ Mölders 58’ Tallig 79’ | Marcatori | 63’ Boyd |

| Arbitro: | Lechner |

|                             |           |               |
| Stark 33’ Königsdörffer 70’ | Marcatori | 27’ Steinhart |

| Monaco di Baviera 21 novembre 2020, ore 14:00 CET 11ª giornata | Monaco 1860 | 0 – 0 referto | Uerdingen 05 | Grünwalder Stadion (0 spett.)\| Arbitro: \| Oldhafer \| |
| Arbitro:                                                       | Oldhafer    |               |              |                                                         |

| Arbitro: | Willenborg |

|             |           |         |
| Lannert 38’ | Marcatori | 20’ Lex |

| Arbitro: | Hanslbauer |

|                            |           |                    |
| Greilinger 22’ Mölders 49’ | Marcatori | 26’, 70’ Slišković |

| Arbitro: | Osmers |

|                            |           |               |
| Koronkiewicz 39’ Risse 87’ | Marcatori | 16’ Neudecker |

| Arbitro: | Stegemann |

|                                                |           |  |
| Mölders 3’, 24’, 27’ Steinhart 54’ (rig.), 71’ | Marcatori |  |

| Arbitro: | Weickenmeier |

|  |           |                               |
|  | Marcatori | 6’ Neudecker 36’, 80’ Mölders |

| Arbitro: | Erbst |

|                         |           |                         |
| Mölders 74’ Knöferl 83’ | Marcatori | 17’ Gürleyen 52’ Prokop |

| Arbitro: | Petersen |

|  |           |                              |
|  | Marcatori | 44’ (aut.) Kern 90’ Biankadi |

| Arbitro: | Reichel |

|             |           |  |
| Mölders 75’ | Marcatori |  |

#### Girone di ritorno
| Arbitro: | Osmanagic |

|              |           |           |
| Belkahia 63’ | Marcatori | 76’ Bozic |

| Arbitro: | Aarnink |

|  |           |                                 |
|  | Marcatori | 9’ Lex 56’ Salger 61’ Steinhart |

| Arbitro: | Hanslbauer |

|  |           |              |
|  | Marcatori | 65’ Schröter |

| Lubecca 17 marzo 2021, ore 19:00 CET 23ª giornata | Lubecca  | 0 – 0 referto | Monaco 1860 | Stadion an der Lohmühle (0 spett.)\| Arbitro: \| Oldhafer \| |
| Arbitro:                                          | Oldhafer |               |             |                                                              |

| Monaco di Baviera 13 febbraio 2021, ore 14:00 CET 24ª giornata | Monaco 1860  | 0 – 0 referto | Hansa Rostock | Grünwalder Stadion (0 spett.)\| Arbitro: \| Weickenmeier \| |
| Arbitro:                                                       | Weickenmeier |               |               |                                                             |

| Arbitro: | Jöllenbeck |

|                                   |           |             |
| Shipnoski 32’ Günther-Schmidt 64’ | Marcatori | 67’ Mölders |

| Arbitro: | Badstübner |

|                                 |           |            |
| Erdmann 35’ Mölders 66’ Lex 81’ | Marcatori | 56’ Müller |

| Arbitro: | Kessel |

|                        |           |  |
| Stoppelkamp 53’ (rig.) | Marcatori |  |

| Arbitro: | Stegemann |

|  |           |                                                |
|  | Marcatori | 1’ Staude 37’ Biankadi 45’ Dressel 64’ Mölders |

| Arbitro: | Cortus |

|               |           |  |
| Steinhart 85’ | Marcatori |  |

| Arbitro: | Benen |

|               |           |                              |
| Marcussen 51’ | Marcatori | 3’ Belkahia 35’, 38’ Mölders |

| Arbitro: | Schlager |

|                                |           |                        |
| Mölders 15’, 19’ Neudecker 65’ | Marcatori | 2’ Eilers 57’ Yildirim |

| Arbitro: | Alt |

|  |           |                            |
|  | Marcatori | 59’ Neudecker 83’ Belkahia |

| Arbitro: | Kessel |

|             |           |                 |
| Mölders 38’ | Marcatori | 64’ Klingenburg |

| Arbitro: | Erbst |

|  |           |                          |
|  | Marcatori | 1’ Neudecker 90’ Dressel |

| Arbitro: | Günsch |

|                                         |           |  |
| Neudecker 31’ Steinhart 52’ (rig.), 69’ | Marcatori |  |

| Arbitro: | Dingert |

|           |           |               |
| Wurtz 30’ | Marcatori | 80’ Steinhart |

| Arbitro: | Willenborg |

|                                         |           |                    |
| Mölders 41’ (rig.) Steinhart 68’ (rig.) | Marcatori | 13’ Sieb 49’ Singh |

| Arbitro: | Aytekin |

|                                           |           |             |
| Kutschke 26’ Stendera 44’ Gaus 90’ (rig.) | Marcatori | 81’ Erdmann |

### Coppa di Germania
| Arbitro: | Petersen |

|                      |           |                    |
| Steinhart 78’ (rig.) | Marcatori | 51’ Silva 56’ Dost |

### Coppa Baviera
| 27 marzo 2021, ore 14:00 CET Primo turno play-off | Monaco 1860          | ? – ? | Ingolstadt 04 |  |
| \| \| \| \| \| \| Tiri di rigore 7 – 6 \| \|      |                      |       |               |  |
|                                                   |                      |       |               |  |
|                                                   | Tiri di rigore 7 – 6 |       |               |  |

| 30 marzo 2021, ore 20:30 CEST Secondo turno play-off | Monaco 1860 | 0 – 1 | Türkgücü |  |

## Statistiche

### Statistiche di squadra
| Competizione      | Punti | In casa | In casa | In casa | In casa | In casa | In casa | In trasferta | In trasferta | In trasferta | In trasferta | In trasferta | In trasferta | Totale | Totale | Totale | Totale | Totale | Totale | DR  |
| Competizione      | Punti | G       | V       | N       | P       | Gf      | Gs      | G            | V            | N            | P            | Gf           | Gs           | G      | V      | N      | P      | Gf     | Gs     | DR  |
| ----------------- | ----- | ------- | ------- | ------- | ------- | ------- | ------- | ------------ | ------------ | ------------ | ------------ | ------------ | ------------ | ------ | ------ | ------ | ------ | ------ | ------ | --- |
| 3. Liga           | 66    | 19      | 8       | 8       | 3       | 36      | 19      | 19           | 10           | 4            | 5            | 33           | 16           | 38     | 18     | 12     | 8      | 69     | 35     | +34 |
| Coppa di Germania | -     | 1       | 0       | 0       | 1       | 1       | 2       | 0            | 0            | 0            | 0            | 0            | 0            | 1      | 0      | 0      | 1      | 1      | 2      | -1  |
| Coppa Baviera     | -     | 2       | 0       | 1       | 1       | 0       | 1       | 0            | 0            | 0            | 0            | 0            | 0            | 2      | 0      | 1      | 1      | 0      | 1      | -1  |
| Totale            | 66    | 22      | 8       | 9       | 5       | 37      | 22      | 19           | 10           | 4            | 5            | 33           | 16           | 41     | 18     | 13     | 10     | 70     | 38     | +32 |

### Andamento in campionato
| Giornata  | 1 | 2 | 3 | 4 | 5 | 6 | 7 | 8 | 9 | 10 | 11 | 12 | 13 | 14 | 15 | 16 | 17 | 18 | 19 | 20 | 21 | 22 | 23 | 24 | 25 | 26 | 27 | 28 | 29 | 30 | 31 | 32 | 33 | 34 | 35 | 36 | 37 | 38 |
| --------- | - | - | - | - | - | - | - | - | - | -- | -- | -- | -- | -- | -- | -- | -- | -- | -- | -- | -- | -- | -- | -- | -- | -- | -- | -- | -- | -- | -- | -- | -- | -- | -- | -- | -- | -- |
| Luogo     | T | C | T | C | T | C | T | C | C | T  | C  | T  | C  | T  | C  | T  | C  | T  | C  | C  | T  | C  | T  | C  | T  | C  | T  | T  | C  | T  | C  | T  | C  | T  | C  | T  | C  | T  |
| Risultato | V | N | V | V | N | P | V | P | V | P  | N  | N  | N  | P  | V  | V  | N  | V  | V  | N  | V  | P  | N  | N  | P  | V  | P  | V  | V  | V  | V  | V  | N  | V  | V  | N  | N  | P  |
| Posizione | 1 | 4 | 3 | 2 | 2 | 3 | 2 | 3 | 3 | 3  | 7  | 7  | 8  | 11 | 5  | 5  | 5  | 3  | 3  | 3  | 3  | 4  | 4  | 4  | 7  | 6  | 6  | 4  | 4  | 4  | 4  | 4  | 4  | 4  | 3  | 3  | 4  | 4  |

Legenda:

Luogo: C = Casa; T = Trasferta. Risultato: V = Vittoria; N = Pareggio; P = Sconfitta.

### Statistiche dei giocatori
| Giocatore      | 3. Liga  | 3. Liga | 3. Liga     | 3. Liga    | Coppa di Germania | Coppa di Germania | Coppa di Germania | Coppa di Germania | Totale   | Totale | Totale      | Totale     |
| Giocatore      | Presenze | Reti    | Ammonizioni | Espulsioni | Presenze          | Reti              | Ammonizioni       | Espulsioni        | Presenze | Reti   | Ammonizioni | Espulsioni |
| -------------- | -------- | ------- | ----------- | ---------- | ----------------- | ----------------- | ----------------- | ----------------- | -------- | ------ | ----------- | ---------- |
| A. Agbowo      | 0        | 0       | 0           | 0          | 0                 | 0                 | 0                 | 0                 | 0        | 0      | 0           | 0          |
| S. Belkahia    | 22       | 3       | 4           | 0          | 0                 | 0                 | 0                 | 0                 | 22       | 3      | 4           | 0          |
| M. Biankadi    | 21       | 2       | 2           | 0          | 0                 | 0                 | 0                 | 0                 | 21       | 2      | 2           | 0          |
| M. Cocic       | 0        | 0       | 0           | 0          | 0                 | 0                 | 0                 | 0                 | 0        | 0      | 0           | 0          |
| J. Djayo       | 9        | 0       | 3           | 0          | 0                 | 0                 | 0                 | 0                 | 9        | 0      | 3           | 0          |
| D. Dressel     | 36       | 8       | 3           | 1          | 1                 | 0                 | 0                 | 0                 | 37       | 8      | 3           | 1          |
| M. Durrans     | 2        | 0       | 0           | 0          | 0                 | 0                 | 0                 | 0                 | 2        | 0      | 0           | 0          |
| D. Erdmann     | 28       | 3       | 8           | 1          | 1                 | 0                 | 0                 | 0                 | 29       | 3      | 8           | 1          |
| F. Greilinger  | 29       | 1       | 6           | 0          | 1                 | 0                 | 0                 | 0                 | 30       | 1      | 6           | 0          |
| M. Gresler     | 2        | 0       | 0           | 0          | 0                 | 0                 | 0                 | 0                 | 2        | 0      | 0           | 0          |
| M. Hiller      | 38       | 0       | 1           | 1          | 1                 | 0                 | 0                 | 0                 | 39       | 0      | 1           | 1          |
| L. Klassen     | 7        | 0       | 1           | 0          | 0                 | 0                 | 0                 | 0                 | 7        | 0      | 1           | 0          |
| L. Knöferl     | 9        | 1       | 0           | 0          | 0                 | 0                 | 0                 | 0                 | 9        | 1      | 0           | 0          |
| T. Kretzschmar | 1        | 0       | 0           | 0          | 0                 | 0                 | 0                 | 0                 | 1        | 0      | 0           | 0          |
| N. Lang        | 6        | 0       | 1           | 0          | 0                 | 0                 | 0                 | 0                 | 6        | 0      | 1           | 0          |
| S. Lex         | 33       | 5       | 3           | 0          | 1                 | 0                 | 0                 | 0                 | 34       | 5      | 3           | 0          |
| T. Linsbichler | 0        | 0       | 0           | 0          | 0                 | 0                 | 0                 | 0                 | 0        | 0      | 0           | 0          |
| M. Mannhardt   | 2        | 0       | 0           | 0          | 0                 | 0                 | 0                 | 0                 | 2        | 0      | 0           | 0          |
| Q. Moll        | 19       | 2       | 4           | 0          | 1                 | 0                 | 1                 | 0                 | 20       | 2      | 5           | 0          |
| S. Mölders     | 37       | 22      | 8           | 0          | 1                 | 0                 | 0                 | 0                 | 38       | 22     | 8           | 0          |
| R. Neudecker   | 37       | 7       | 9           | 0          | 1                 | 0                 | 0                 | 0                 | 38       | 7      | 9           | 0          |
| M. Pušić       | 8        | 0       | 2           | 0          | 0                 | 0                 | 0                 | 0                 | 8        | 0      | 2           | 0          |
| S. Salger      | 34       | 1       | 7           | 1          | 1                 | 0                 | 0                 | 0                 | 35       | 1      | 7           | 1          |
| K. Staude      | 8        | 1       | 2           | 0          | 0                 | 0                 | 0                 | 0                 | 8        | 1      | 2           | 0          |
| P. Steinhart   | 36       | 9       | 5           | 1          | 1                 | 1                 | 0                 | 0                 | 37       | 10     | 5           | 1          |
| G. Szekely     | 0        | 0       | 0           | 0          | 0                 | 0                 | 0                 | 0                 | 0        | 0      | 0           | 0          |
| E. Tallig      | 37       | 2       | 4           | 1          | 1                 | 0                 | 0                 | 0                 | 38       | 2      | 4           | 1          |
| D. Wein        | 33       | 0       | 7           | 0          | 1                 | 0                 | 1                 | 0                 | 34       | 0      | 8           | 0          |
| M. Willsch     | 35       | 1       | 8           | 0          | 1                 | 0                 | 1                 | 0                 | 36       | 1      | 9           | 0          |